# Carangoides bajad

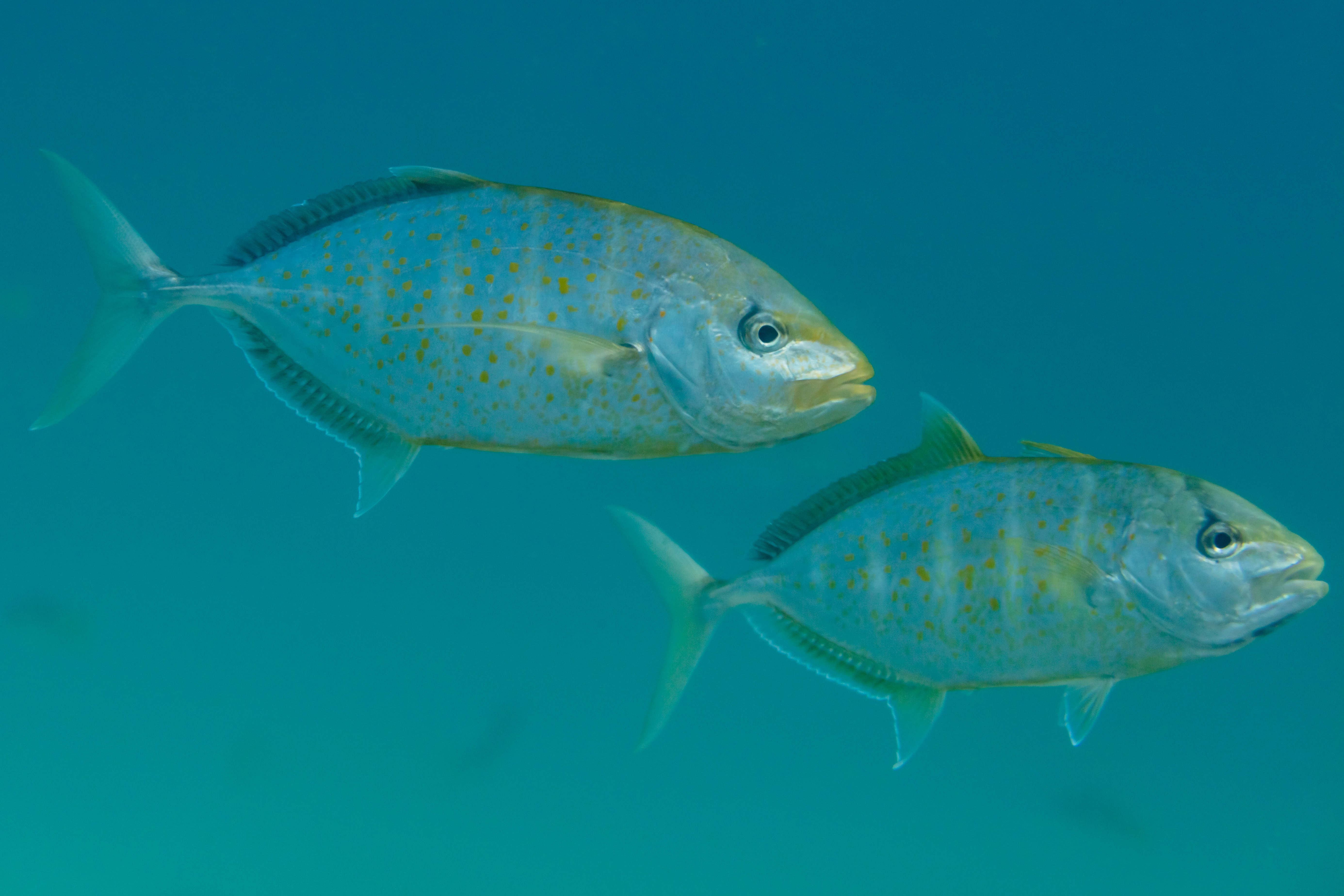
Ejemplares en Omán.

El jurel lentejuela o Carangoides bajad es una especie de peces de la familia de los carángidos (Carangidae) en el orden de los perciformes.

## Morfología
Los machos pueden llegar alcanzar los 55 cm de longitud total.

## Distribución geográfica
Se encuentra desde las  costas del Mar Rojo, del Golfo de Adén, del Golfo Pérsico y del Golfo de Omán hasta las de Indonesia, del Golfo de Siam, de las Filipinas y de Okinawa.